# Rhipidia (Rhipidia) agglomerata
Rhipidia (Rhipidia) agglomerata is een tweevleugelige uit de familie steltmuggen (Limoniidae). De soort komt voor in het Neotropisch gebied.